# (9735) 1986 JD
A (9735) 1986 JD a Naprendszer kisbolygóövében található aszteroida. Az INAS projekt keretében fedezték fel 1986. május 2-án.